# بوينغ في سي-25
بوينغ في سي-25 هي طائرة بوينغ، يستخدمها الرئيس الأمريكي في تنقلاته البعيدة، وتسمى أيضا الطائرة رقم 1 في سلاح الجو الأمريكي.